# Red Guaraní
Red Guaraní était une chaîne de télévision ouverte paraguayenne appartenant à Grupo Vierci, lancée le 1er juillet 2002. Elle était disponible dans tout le pays grâce à un réseau de 20 stations de diffusion. Elle a fermé ses diffusions le 1er janvier 2019 et a été remplacée par Noticias PY et E40 TV.